# جوليو بونتديرا
جوليو بونتديرا (بالإنجليزية: Giulio Pontedera)‏ (7 مايو 1688 - 3 سبتمبر 1757) كان عالم نباتات إيطاليًا من أصل توسكاني. كان أستاذًا في علم النبات في بادوفا ومديرًا لحديقة النباتات هناك. على الرغم من رفضه لنظام كارل لينيوس كان لينيوس مراسلًا لبونتديرا وأطلق اسم (Pontederia) (عشبة بونتديرا) على إحدى الأجناس النباتية تكريماً له.